# Polyschides carolinensis
Polyschides carolinensis är en blötdjursart som först beskrevs av Bush 1885.  Polyschides carolinensis ingår i släktet Polyschides och familjen Gadilidae. Inga underarter finns listade i Catalogue of Life.